# Moran-Gletscher
Der Moran-Gletscher ist ein 16 km langer Gletscher im Nordosten der westantarktischen Alexander-I.-Insel. Er fließt gemeinsam mit dem an der Südflanke einmündenden Walter-Gletscher in östlicher Richtung zur Schokalskibucht.
Erste Luftaufnahmen von ihm entstanden bei einem Überflug während der US-amerikanischen Ronne Antarctic Research Expedition (1947–1948). Der Falkland Islands Dependencies Survey nahm zwischen 1948 und 1950 Vermessungen vor. Das Advisory Committee on Antarctic Names benannte ihn nach Commander Clifford D. Moran (1930–2012) von der United States Navy, Pilot bei der Flugstaffel VXE-6 bei den Deep Freeze Operationen der Jahre 1966 und 1967.